# Alamo (Nevada)
Alamo é uma comunidade não incorporada e região censitária no condado de Lincoln, estado de Nevada, nos Estados Unidos. Fica situada a cerca de  90 milhas (140 quilómetros) de Las Vegas e a uma altitude de 1051 metros. Segundo o censo de 2001, tinha uma população de 1080 habitantes.

## História
Nos inícios da década de 1860, o Vale de Pahranagat era o primeiro percurso para os ladrões de cavalos que assaltavam esses animais no estados do Utah e Arizona. Depois de descansarem no vale, os ladrões e os seus cavalos fariam uma longa viagem através do deserto até à Califórnia. Crystal Springs, na atualidade uma cidade fantasma, próxima de Hiko foi escolhido para sede de condado de Lincoln em fevereiro de 1866 e a descoberta de ouro levou à fundação de muitas cidades mineiras. A cidade de Alamo foi fundada em 1901 e terá sido erguida por Fred Allen, Mike Botts, Bert Riggs and William Stewart. A estação de correios foi aberta ao público em 12 de maio de 1905. A maioria dos colonos eram originários de Fredonia. O nome deve-se ao fa(c)to de existirem na área muitas árvores da espécie álamo.

## Geografia

Loja próxima de Alamo

Alamo fica no vale de Pahranagat. A sua economia depende da atividade rancheira. A outra atividade é  a turística que se desenvolve em redor do  Pahranagat National Wildlife Refuge (um refúgio de vida selvagem).
De acordo com o U.S. Census Bureau, a região censitária de Alamo tem uma área de 78,4 km², todos de terra.

## Turismo
Alamo atrai turistas e camionistas viajando entre Las Vegas a norte de Nevada e  Idaho. As atrações incluem a proximidade de termas, o refúgio da vida selvagem Extraterrestrial Highway/Nevada State Route 375 (conhecida como estrada extra-terrestre por aí serem relatados visões de OVNIs e a célebre Area 51. Existem estações de gasolina em Alamo para alimentar os motores dos veículos de turistas á procura de encontros extra-terrestres. Existem em Alamo três paragens para os camiões/caminhões the Alamo Sinclair, the Ash Springs Shell and the Alamo truck stop, que oferecem muito diesel para atrair os camionistas. Existem também quatro motéis em Alamo:Meadow Lane Motel, Sunset View Inn, Windmill Ridge, and A Cowboy's Dream.

## Transportes
- Alamo Landing Field

## Educação
A educação pública é fornecida pelo Lincoln County School District, que tem os seus escritórios em  Panaca. Existem três escolas no vale que cobrem vários graus de ensino.
| Escola                              | Graus |
| ----------------------------------- | ----- |
| Pahranagat Valley Elementary School | K–5   |
| Pahranagat Valley Middle School     | 6-8   |
| Pahranagat Valley High School       | 9-12  |

## Serviços
Alamo tem uma força de polícia, um departamento de bombeiros voluntários, telefone e serviços de Internet, uma clínica e  uma biblioteca pública. O Nevada Bank and Trust oferece serviços financeiros aos residentes de Alamo.